# Clucy
Clucy település Franciaországban, Jura megyében. Lakosainak száma 70 fő (2022. január 1.). Clucy Salins-les-Bains, Cernans és Geraise községekkel határos.

## Népesség
A település népességének változása:
| Lakosok száma | 87   | 80   | 88   | 72   | 84   | 83   | 78   | 77   | 77   | 70   |
|               | 1968 | 1982 | 1990 | 2006 | 2013 | 2015 | 2017 | 2019 | 2020 | 2022 |